# Miss Centro-Valle del Loira
Miss Centro-Valle del Loira es un concurso de belleza francés que selecciona a una representante para el concurso nacional Miss Francia de la región de Centro-Valle del Loira. Las mujeres que representan a la región bajo varios títulos diferentes han competido en Miss Francia desde 1928, aunque el título de Miss Centro-Valle del Loira no se usó regularmente hasta 2015.
La actual Miss Centro-Valle del Loira es Anna Valero, quien fue coronada Miss Centro-Valle del Loira 2025 el 6 de julio de 2025. Una mujer de Centro-Valle del Loira ha sido coronada Miss Francia:
- Flora Coquerel, quien fue coronada Miss Francia 2014, compitiendo como Miss Orleanesado

## Resumen de resultados
- Ganadoras de Miss Francia: Flora Coquerel (2013; Miss Orleanesado)
- Segundas finalistas: Karine Richefeu (1989); Amélie Rudler (1998; Miss Berry)
- Cuartas finalistas: Annie Fraile (1970; Miss Turena)
- Quintas finalistas: Sandrine Pétoin (1994; Miss Berry); Élodie Thomas (2005; Miss Berry); Cassandre Rolland (2009; Miss Orléanais)
- Top 12/Top 15: Stéphanie Sabourin (1993; Miss Orleanesado); Ludivine Julio (1995; Miss Turena-Sologne); Barbara Niewidziala (1996; Miss Berry); Bérengère Clément (1998; Miss Turena-Sologne); Anne-Sophie Masson (2003; Miss Berry); Nadège Dabrowski (2006; Miss Berry-Valle del Loira); Aline Moreau (2008; Miss Berry-Valle del Loira); Chanel Haye (2010; Miss Orleanesado); Amanda Xeres (2014); Margaux Bourdin (2015); Jade Simon-Abadie (2019); Emmy Gisclon (2023)

## Galería

Miss Orleanesado 2013 y Miss Francia 2014 Flora Coquerel
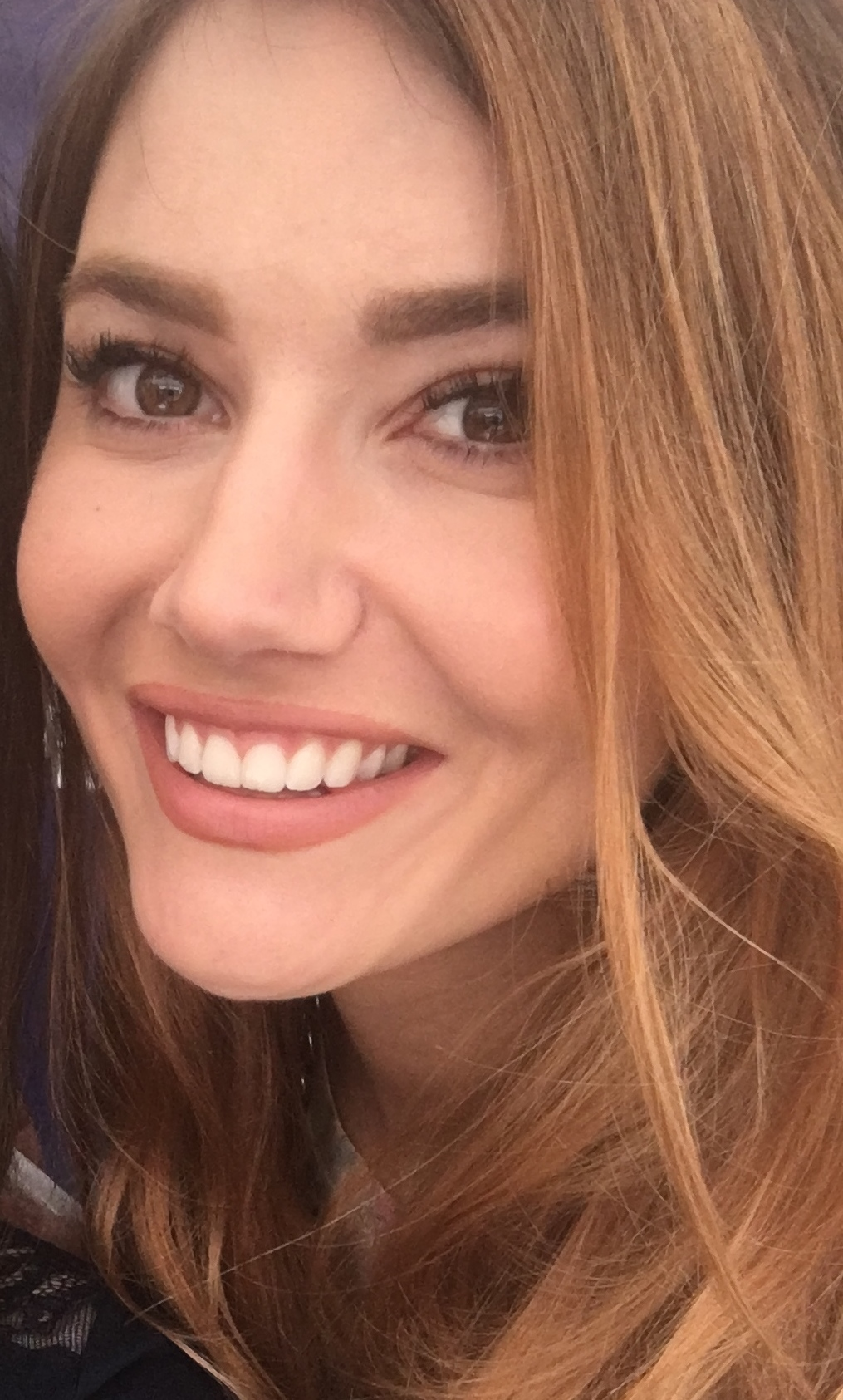
Miss Berry-Valle del Loira 2006 Nadège Dabrowski

## Ganadoras
El título regional se conoce como Miss Centro-Valle del Loira desde 2015, mientras que de 2010 a 2014 se conoció como Miss Centro.
De 1976 a 1992, el título se llamó Miss Centro-Oeste. 
| Año  | Nombre                 | Edad | Altura          | Ciudad natal             | Posición en Miss Francia | Notas |
| ---- | ---------------------- | ---- | --------------- | ------------------------ | ------------------------ | --- |
| 2025 | Anna Valero            | 19   | 1,74 m (5′ 9″)  | Tours                    |                          | |
| 2024 | Tiffanny Haie          | 18   | 1,76 m (5′ 9″)  | Rouvres                  |                          | |
| 2023 | Emmy Gisclon           | 22   | 1,76 m (5′ 9″)  | Chambray-lès-Tours       | Top 15                   | |
| 2022 | Coraline Lerasle       | 22   | 1,77 m (5′ 10″) | Ballan-Miré              |                          | Lerasle renunció a su título por motivos personales el 23 de diciembre de 2022 y su predecesora, Jade Lange, intervino para completar su reinado. |
| 2021 | Jade Lange             | 19   | 1,75 m (5′ 9″)  | Malesherbes              |                          | Lerasle renunció a su título por motivos personales el 23 de diciembre de 2022 y su predecesora, Jade Lange, intervino para completar su reinado. |
| 2020 | Cloé Delavalle         | 23   | 1,72 m (5′ 8″)  | Chartres                 |                          | |
| 2019 | Jade Simon-Abadie      | 23   | 1,73 m (5′ 8″)  | Neuillé-le-Lierre        | Top 15                   | |
| 2018 | Laurie Derouard        | 23   | 1,75 m (5′ 9″)  | Champhol                 |                          | |
| 2017 | Marie Thorin           | 20   | 1,77 m (5′ 10″) | Mennetou-sur-Cher        |                          | |
| 2016 | Cassandre Joris        | 20   | 1,70 m (5′ 7″)  | Prasville                |                          | |
| 2015 | Margaux Bourdin        | 18   | 1,75 m (5′ 9″)  | Châteauneuf-en-Thymerais | Top 12 (6.ª finalista)   | |
| 2014 | Amanda Xeres           | 18   | 1,75 m (5′ 9″)  | Saint-Doulchard          | Top 12                   | |
| 2013 | Laure Moreau           | 20   | 1,80 m (5′ 11″) | Saint-Maur               |                          | |
| 2012 | Juliette Aquilina Reis | 21   | 1,72 m (5′ 8″)  | Saint-Amand-Montrond     |                          | |
| 2011 | Laure Wojnecki         | 18   | 1,80 m (5′ 11″) | Vierzon                  |                          | |
| 2010 | Sarah Perrin           | 23   | 1,70 m (5′ 7″)  | Champillet               |                          | |
| 1992 | Christelle Landeau     |      |                 |                          |                          | |
| 1991 | Agnès Fradet           |      |                 |                          |                          | |
| 1990 | Katia Terouinard       |      |                 |                          |                          | |
| 1989 | Karine Richefeu        |      |                 |                          | Segunda finalista        | |
| 1988 | Sophie Massard         |      |                 |                          |                          | |
| 1987 | Évelyne Poignet        |      |                 |                          |                          | |
| 1986 | Claude Savignard       |      |                 |                          |                          | |
| 1985 | Christine Mau          |      |                 |                          |                          | |
| 1985 | Christine Mau          |      |                 |                          |                          | |
| 1984 | Véronique Bodier       |      |                 |                          |                          | |
| 1981 | Sylvie Detoisien       |      |                 |                          |                          | |
| 1979 | Sophie Parola          |      |                 |                          |                          | Parola fue anteriormente coronada Miss Poitou 1978.                                                                                               |
| 1976 | Lydia Ehereau          |      |                 |                          |                          | |

### Miss Berry
De 1994 a 2005, los departamentos de Cher e Indre compitieron por separado bajo el título de Miss Berry. De 2006 a 2009, el título fue conocido como Miss Berry-Valle del de Loira.
| Año  | Nombre              | Edad | Altura          | Ciudad natal            | Posición en Miss Francia | Notas                                                     |
| ---- | ------------------- | ---- | --------------- | ----------------------- | ------------------------ | --------------------------------------------------------- |
| 2009 | Élodie Martel       | 19   | 1,72 m (5′ 8″)  | Châteauroux             |                          |                                                           |
| 2008 | Aline Moreau        | 19   | 1,75 m (5′ 9″)  | Châteauroux             | Top 12                   |                                                           |
| 2007 | Aurélie Birbaud     | 20   | 1,81 m (5′ 11″) | Salbris                 |                          |                                                           |
| 2006 | Nadège Dabrowski    | 19   | 1,76 m (5′ 9″)  | Saint-Cyr-sur-Loire     | Top 12                   |                                                           |
| 2005 | Élodie Thomas       | 23   | 1,74 m (5′ 9″)  | Champillet              | Top 12 (5.ª finalista)   |                                                           |
| 2004 | Séverine Sauvagère  | 20   | 1,76 m (5′ 9″)  | Châteauroux             |                          |                                                           |
| 2003 | Anne-Sophie Masson  |      |                 |                         | Top 12                   |                                                           |
| 2002 | Émilie Dejouhannet  |      |                 | Châteauroux             |                          |                                                           |
| 2001 | Virginie Leglaive   |      |                 | Arçay                   |                          | Leglaive es la madre de Lola Turpin, Miss Aquitania 2023. |
| 2000 | Pauline Claudet     |      |                 | La Guerche-sur-l'Aubois |                          |                                                           |
| 1999 | Anne Duponchel      | 19   | 1,75 m (5′ 9″)  | Bourges                 |                          |                                                           |
| 1998 | Amélie Rudler       | 18   | 1,75 m (5′ 9″)  | Châteauroux             | Segunda finalista        |                                                           |
| 1997 | Géraldine Allard    |      |                 |                         |                          |                                                           |
| 1996 | Barbara Niewidziala |      |                 | Vineuil                 | Top 12                   |                                                           |
| 1995 | Caroline de Vallois |      |                 | La Berthenoux           |                          |                                                           |
| 1994 | Sandrine Pétoin     |      |                 |                         | Top 12 (5.ª finalista)   |                                                           |

### Miss Indre
En 1970, el departamento de Indre coronó a su propia representante de Miss Francia.
| Año  | Nombre               | Edad | Altura | Ciudad natal | Posición en Miss Francia | Notas |
| ---- | -------------------- | ---- | ------ | ------------ | ------------------------ | ----- |
| 1970 | Marie-Chantal Clerte |      |        |              |                          |       |

### Miss Loir-et-Cher
En 1979, el departamento de Loir-et-Cher coronó a su propia representante de Miss Francia.
| Año  | Nombre            | Edad | Altura | Ciudad natal | Posición en Miss Francia | Notas                                              |
| ---- | ----------------- | ---- | ------ | ------------ | ------------------------ | -------------------------------------------------- |
| 1979 | Ghislaine Raineau |      |        |              |                          | Raineau fue coronada previamente Miss Turena 1978. |

### Miss Orleanesado
De 1993 a 2014, los departamentos de Eure y Loir, Loir y Cher y Loiret compitieron por separado bajo el título de Miss Orleanesado. En 1976 y 1977, el título se llamó Miss Orleans y representó solo a Loiret.
| Año  | Nombre                 | Edad | Altura          | Ciudad natal           | Posición en Miss Francia | Notas                                                         |
| ---- | ---------------------- | ---- | --------------- | ---------------------- | ------------------------ | ------------------------------------------------------------- |
| 2014 | Solène Salmagne        | 19   | 1,75 m (5′ 9″)  | Nogent-le-Roi          |                          |                                                               |
| 2013 | Flora Coquerel         | 19   | 1,82 m (6′ 0″)  | Morancez               | Miss Francia 2014        | Compitió en Miss Mundo 2014 y fue Top 5 en Miss Universo 2015 |
| 2012 | Joy Lartigue           | 21   | 1,72 m (5′ 8″)  | Pierres                |                          |                                                               |
| 2011 | Audrey Delafoy         | 19   | 1,70 m (5′ 7″)  | Illiers-Combray        |                          |                                                               |
| 2010 | Chanel Haye            | 20   | 1,76 m (5′ 9″)  | Luisant                | Top 12                   |                                                               |
| 2009 | Cassandre Rolland      | 18   | 1,71 m (5′ 7″)  | Marcilly-en-Villette   | Top 12 (5.ª finalista)   |                                                               |
| 2008 | Marion Tricot          | 19   | 1,76 m (5′ 9″)  | Morancez               |                          |                                                               |
| 2007 | Sandrine Midon         | 18   | 1,72 m (5′ 8″)  |                        |                          |                                                               |
| 2006 | Valentine Maurel       | 21   | 1,77 m (5′ 10″) | Saint-Firmin-sur-Loire |                          |                                                               |
| 2005 | Anne-Charlotte Triplet | 18   | 1,82 m (6′ 0″)  | La Ferté-Saint-Aubin   |                          |                                                               |
| 2004 | Laetitia Winter        | 23   | 1,77 m (5′ 10″) | Nogent-le-Rotrou       |                          |                                                               |
| 2003 | Angélique Dombard      |      |                 |                        |                          |                                                               |
| 2002 | Stéphanie Chanoine     |      |                 | Dreux                  |                          |                                                               |
| 2001 | Magalie Girard         |      |                 | Orléans                |                          |                                                               |
| 2000 | Delphine Dechambre     |      |                 | Montargis              |                          |                                                               |
| 1999 | Hélène Schott-Simonin  | 18   | 1,77 m (5′ 10″) |                        |                          |                                                               |
| 1998 | Stéphanie Amette       | 23   | 1,74 m (5′ 9″)  |                        |                          |                                                               |
| 1997 | Adeline Pillon         |      |                 |                        |                          |                                                               |
| 1996 | Mélanie Muller         |      |                 |                        |                          |                                                               |
| 1995 | Diane Le Sidaner       |      |                 |                        |                          |                                                               |
| 1994 | Isabelle Marquet       |      |                 |                        |                          |                                                               |
| 1993 | Stéphanie Sabourin     |      |                 |                        | Top 12                   |                                                               |
| 1977 | Véronique Monfrance    |      |                 |                        |                          |                                                               |
| 1976 | Annie Carré            |      |                 |                        |                          |                                                               |

### Miss Tours
En 1970, el departamento de Indre-et-Loire compitió por separado bajo el título de Miss Tours.
| Año  | Nombre         | Edad | Altura | Ciudad natal | Posición en Miss Francia | Notas |
| ---- | -------------- | ---- | ------ | ------------ | ------------------------ | ----- |
| 1970 | Chantal Rourer |      |        |              |                          |       |

### Miss Sologne-Val de Loire
De 2000 a 2002, los departamentos de Cher, Loir y Cher y Loiret compitieron por separado bajo el título de Miss Sologne-Val de Loire.
| Año  | Nombre             | Edad | Altura | Ciudad natal | Posición en Miss Francia | Notas |
| ---- | ------------------ | ---- | ------ | ------------ | ------------------------ | ----- |
| 2002 | Nadège Traca       |      |        |              |                          |       |
| 2001 | Carole Roques      |      |        |              |                          |       |
| 2000 | Alexandra Marlière |      |        |              |                          |       |

### Miss Turena
En las décadas de 1970, 1980 y 2000, los departamentos de Indre e Indre y Loira compitieron por separado bajo el título de Miss Turena.
| Año  | Nombre              | Edad | Altura          | Ciudad natal        | Posición en Miss Francia | Notas                                                  |
| ---- | ------------------- | ---- | --------------- | ------------------- | ------------------------ | ------------------------------------------------------ |
| 2005 | Justine Lepsch      | 23   | 1,76 m (5′ 9″)  | Tours               |                          |                                                        |
| 2004 | Émilie Lebeur       | 19   | 1,77 m (5′ 10″) |                     |                          |                                                        |
| 2003 | Audrey Michaud      |      |                 |                     |                          |                                                        |
| 2002 | Julia Loiseau       |      |                 | Loches              |                          |                                                        |
| 1985 | Élisabeth Rabbolini |      |                 |                     |                          |                                                        |
| 1983 | Isabelle Herrick    |      |                 |                     |                          |                                                        |
| 1981 | Brigitte Bodier     |      |                 | Château-la-Vallière |                          |                                                        |
| 1978 | Ghislaine Raineau   |      |                 |                     |                          | Más tarde, Raineau fue coronada Miss Loir y Cher 1979. |
| 1977 | Sylvie Gaultier     |      |                 |                     |                          |                                                        |
| 1976 | Annick Brillet      |      |                 | Monthou-sur-Cher    |                          |                                                        |
| 1970 | Annie Fraile        |      |                 |                     | Cuarta finalista         |                                                        |

### Miss Touraine-Sologne
De 1995 a 1999, la región coronó a una representante bajo el título de Miss Touraine-Sologne.
| Año  | Nombre            | Edad | Altura         | Ciudad natal | Posición en Miss Francia | Notas |
| ---- | ----------------- | ---- | -------------- | ------------ | ------------------------ | ----- |
| 1999 | Karine Bouvier    | 23   | 1,84 m (6′ 0″) |              |                          |       |
| 1998 | Bérengère Clément | 19   | 1,82 m (6′ 0″) |              | Top 12                   |       |
| 1997 | Blandine Bourdeau |      |                |              |                          |       |
| 1996 | Murielle Hoarau   |      |                |              |                          |       |
| 1995 | Ludivine Julio    |      |                |              | Top 12                   |       |